# Marcin Kazanowski (1523–1587)
Marcin Kazanowski herbu Grzymała (1523–1587) – rotmistrz królewski, poseł na sejm. Starosta wiski i feliński 1538. Podpisał Unię Lubelską.

## Życiorys
Po ojcu odziedziczył: Bogusławice, Ciepielów i Miechów. W 1548 lokował na gruntach Ciepielowa miasteczko Grzymałów, a w 1566 na gruntach Miechów Kazanów i był także właścicielem Gardzienic i Ostrownicy. Był mężem Katarzyny z Tarłów (c. Andrzeja Tarły chorążego lwowskiego).
Miał z nią trzech synów: Stanisława (zmarł bezpotomnie przed 1582), Jana i Zygmunta oraz trzy córki: Jadwigę, Barbarę i Elżbietę.
Był posłem województwa sandomierskiego na sejm 1556/1557, sejm piotrkowski 1562/1563 roku, 1567, 1569, 1570, 1572 roku. W 1569 podpisał Unię Litwy z Koroną. Od 1576 nieprzerwanie pełnił służbę wojskową. Zaczynał jako rotmistrz stukonnej roty husarskiej Batorego. Pod Pskowem dowodził husarią gwardii królewskiej.
Pod koniec życia za położone zasługi został nagrodzony starostwem wiskim i felińskim.
W Kazanowie Starym wzniósł niewielki zameczek, który później został przebudowany na wczesnobarokowy pałac przez Adama Kazanowskiego.
Po zakończeniu wojen z Carstwem Rosyjskim, został dowódcą jednego z zamków w dalekich Inflantach, gdzie też zmarł w 1587.